# Saint-Maurice-près-Crocq
 Saint-Maurice-près-Crocq  là một xã thuộc tỉnh Creuse trong vùng Nouvelle-Aquitaine miền trung nước Pháp. Xã này nằm ở khu vực có độ cao trung bình 700 mét trên mực nước biển.